# Parlamentswahl in Syrien 1953
Am 9. Oktober 1953 wurden in Syrien Parlamentswahlen abgehalten. Das Land stand zu diesem Zeitpunkt unter der repressiven Einparteienherrschaft von Adib asch-Schischakli.
Das Ergebnis war ein Sieg für die Arabische Befreiungsbewegung, welche 72 der 82 Sitze gewann.
Die Volkspartei und der Nationale Block wurden verboten sowie daran gehindert, weiter zu arbeiten. Die meisten ihrer Anführer wurden unter dem Regime Adib asch-Schischaklis, welcher drei Jahre zuvor mit einem Staatsstreich an die Macht kam, inhaftiert oder unter Hausarrest gestellt.

## Ergebnisse
| Partei                                   | Anteil | Sitze | +/- |
| ---------------------------------------- | ------ | ----- | --- |
| Arabische Befreiungsbewegung             | 87,8 % | 72    | Neu |
| Unabhängige                              | 11,0 % | 9     | −22 |
| Syrische Soziale Nationalistische Partei | 1,2 %  | 1     | 0   |
| Syrische Kommunistische Partei           | 0 %    | 0     | Neu |
| Ungültige/leere Zettel                   | -      | -     | -   |
| Gesamt                                   | 100 %  | 82    | -32 |
| Quelle: Nohlen u. a.                     |        |       |     |